# Carmen (chanson)
Pour les articles homonymes, voir Carmen.
Singles de Stromae
Meltdown
(2014) Quand c'est ?
(2015)
Carmen est une chanson de Stromae, sixième single de l'album Racine carrée.
Son clip, dessiné par Sylvain Chomet, réalisateur des Triplettes de Belleville est posté sur les réseaux sociaux, via le compte Facebook du site d'information américain BuzzFeed Music. La vidéo et les paroles de la chanson attaquent violemment les réseaux sociaux par le biais de l'oiseau de Twitter, sur l'air de "Habanera" de l'opéra Carmen de Georges Bizet,.

## Thématique
La chanson est une adaptation de l'air L'amour est un oiseau rebelle, issu de l'opéra Carmen du compositeur français Georges Bizet,,. La chanson aborde la thématique de l'aliénation par les réseaux sociaux, dont le logo est un oiseau bleu, symbole représentant le réseau social  Twitter.

## Clip vidéo
Le clip animé a été dessiné par Sylvain Chomet. Au début du clip, on peut apercevoir Stromae plus jeune sur son compte Twitter. Arrive un petit oiseau bleu (la mascotte de Twitter) qui se met à chantonner. Paul (Van Haver alias Stromae) se prend en selfie avec et met la photo sur son compte. Au fur et à mesure, l'oiseau devient plus grand et prend plus de place dans sa vie et l'éloigne des autres. A un moment, Paul se prend une gifle par sa petite amie. Puis il monte sur le dos de son oiseau et parcourt un bout de chemin. Sur le dos d'autres oiseaux identiques, il aperçoit successivement des célébrités comme Orelsan, Justin Bieber, Kanye West, Kim Kardashian, Lady Gaga, Barack Obama, Élisabeth II, et bien d'autres. Puis son oiseau le prend par le cou et le donne en pâture à un énorme monstre oiseau bleu. Toutes les personnes montées sur les oiseaux se font aussi manger. Ils deviennent les excréments de l'oiseau-monstre dont une main sort pour prendre un selfie des gens qui tombent. À la fin du clip, un même petit oiseau bleu vient chantonner à la fenêtre de la chambre de la petite sœur de Paul qui est sur son téléphone. C'est cette même fille qui était, au milieu du clip en colère contre son frère car il ne portait plus attention à elle. Le début du clip était cadré au même endroit malgré le fait que lui se soit fait "emporter" par internet.

## Classement hebdomadaire
| Classement                              | Meilleure position |
| --------------------------------------- | ------------------ |
| Belgique (Flandre Ultratop 50 Singles)  | 31                 |
| Belgique (Wallonie Ultratop 50 Singles) | 46                 |
| France (SNEP)                           | 67                 |

## Reprises
La chanson est reprise et remixée par le trio Arcadian lors de la première épreuve de la cinquième saison de The Voice.
Cette chanson est également reprise par Lou Jean lors des auditions à l'aveugle de The Voice Kids 3 .
Le groupe LEJ utilise certaines lignes de Carmen dans leur morceau Summer 2015.
Lors de la première demi-finale de Destination Eurovision 2019, Bilal Hassani reprend la chanson.